# Автономное правительство Южного Чахара
Автономное правительство Южного Чахара (кит. упр. 察南自治政府) — марионеточное прояпонское правительство, действовавшее в южной части провинции Чахар Китайской республики (сегодня это север провинции Хэбэй) в 1937—1939 годах.
27 августа 1937 года японская Квантунская армия, заняв провинцию Чахар, вступила в Чжанцзякоу. Местный промышленник Юй Пиньцин создал Чжанцзякоуский совет по поддержанию порядка. 4 сентября на базе этого Совета японцами было создано марионеточное Автономное правительство Южного Чахара.
Автономному правительству Южного Чахара подчинялось 10 уездов в южной части провинции Чахар (Сюаньхуа, Ваньцюань, Хуайань, Чжолу, Юйсянь, Янъюань, Чичэн, Лунгуань (в 1958 году присоединён к уезду Чичэн), Яньцин и Хуайлай). Правительство представляло собой совет из 8 человек, двое из которых — Юй Пиньцин и Ду Юньюй — являлись «высшими членами совета». При правительстве находились японские советники, которые в реальности и управляли всеми делами.
22 ноября 1937 года Автономное правительство Объединённых монгольских аймаков, Автономное правительство Южного Чахара и Автономное правительство Северного Цзинь образовали Объединённый комитет Мэнцзяна. 1 сентября 1939 года Автономное правительство Объединённых монгольских аймаков, Автономное правительство Южного Чахара и Автономное правительство Северного Цзинь объединились в Объединённое автономное правительство Мэнцзяна. В составе Мэнцзяна структура автономного правительства была преобразована в Южночахарский комиссариат. В 1943 году Южночахарский комиссариат был преобразован в провинцию Сюаньхуа.